# Multilateralità
La multilateralità indica un allenamento sportivo di carattere generale, che con esercizi e metodi mirati alla disciplina sportiva praticata, può garantire uno sviluppo adeguato e un livello di qualità fisiche maggiori, rendendo il lavoro più vario, ed evitando il rischio di cadere nella stereotipizzazione e nell'unilateralità che potrebbero causare problematiche a livello fisico e psichico.
Il lavoro multilaterale diventa di fondamentale importanza quando i bambini, in fase di crescita, si approcciano ad una qualsiasi disciplina sportiva. Esercitazioni multilaterali e razionalmente strutturate possono permettere una crescita fisica e mentale il più possibile generale e completa, aumentando il bagaglio delle conoscenze motorie e cognitive.
Si possono identificare due tipi di multilateralità: estensiva o orizzontale, intensiva o verticale. La prima è quella che più si adatta ai bambini che si approcciano al movimento, in cui è necessario fare più esperienze motorie possibili. La seconda tipologia è invece più adatta ai giovani atleti che si affacciano all'agonismo, i quali hanno bisogno di approfondire e specializzare la loro disciplina sportiva. 
Si può parlare di approccio multilaterale in diversi ambiti:
- antropologico;
- psicologico;
- pedagogico;
- anatomo-fisiologico